# John Teller
John Teller (Mammoth Lakes (Californië), 9 maart 1983) is een Amerikaanse freestyleskiër, gespecialiseerd op het onderdeel skicross. Hij nam deel aan de Olympische Winterspelen 2014 in Sotsji.

## Carrière
Teller maakte zijn wereldbekerdebuut in januari 2009 in Lake Placid, een jaar later scoorde hij in Lake Placid zijn eerste wereldbekerpunten. In december 2010 stond de Amerikaan in Innichen voor de eerste maal in zijn carrière op het podium van een wereldbekerwedstrijd. Op 7 januari 2011 boekte Teller in St. Johann in Tirol zijn eerste wereldbekerzege. Later die maand won hij de gouden medaille op het onderdeel skicross tijdens de Winter X Games XV in Aspen. Op de wereldkampioenschappen freestyleskiën 2011 in Deer Valley eindigde de Amerikaan als vijfde op het onderdeel skicross. In Voss nam Teller deel aan de wereldkampioenschappen freestyleskiën 2013, op dit toernooi veroverde hij de bronzen medaille op het onderdeel skicross. Tijdens de Olympische Winterspelen van 2014 in Sotsji eindigde hij als 28e op het onderdeel skicross.

## Resultaten

### Olympische Spelen
| Jaar | Plaats | Resultaten   |
| ---- | ------ | ------------ |
| 2014 | Sotsji | 28e Skicross |

### Wereldkampioenschappen
| Jaar | Plaats      | Resultaten  |
| ---- | ----------- | ----------- |
| 2011 | Deer Valley | 5e Skicross |
| 2013 | Voss        | Skicross    |

### Wereldbeker
Eindklasseringen
| Seizoen   | Algm | SX  |
| --------- | ---- | --- |
| 2009/2010 | 100e | 33e |
| 2010/2011 | 16e  | 4e  |
| 2011/2012 | 37e  | 11e |
| 2012/2013 | 47e  | 9e  |
| 2013/2014 | 51e  | 13e |

Wereldbekerzeges
| Datum           | Plaats              | Onderdeel |
| --------------- | ------------------- | --------- |
| 7 januari 2011  | St. Johann in Tirol | Skicross  |
| 16 januari 2013 | Megève              | Skicross  |
| 17 januari 2014 | Val Thorens         | Skicross  |